# 格氏鋸鱗魚
格氏鋸鱗魚，又稱格氏松毬，為輻鰭魚綱金眼鯛目金鱗魚亞目金鱗魚科的其中一種，分布於西北太平洋的日本海域，體長可達15.9公分，棲息在礁石區。

## 擴展閱讀
維基物種上的相關：格氏鋸鱗魚